# フォッカー 100
フォッカー 100
アライアンス航空のフォッカー100
- 用途：旅客機
- 分類：　ナローボディ民間旅客機
- 製造者：フォッカー
- 運用者** スイス航空
  - KLMシティホッパー
  - ヴァージン・オーストラリア・リージョナル航空
  - モンテネグロ航空など
- 初飛行：1986年11月30日
- 生産数：283機
- 運用開始：1988年
- 運用状況：運用中

フォッカー 100（Fokker 100）とはオランダの航空機メーカーであったフォッカーが開発した小型双発ジェット旅客機である。

## 概要
この旅客機はリージョナルジェットとして開発された。前身のF28の多くを引き継いだ機体の優れた操作性と安価な運航コストが営業上のセールスポイントであり、1980年代後半にはベストセラーとなった。
座席数は名称と同様に100席。このクラスには、ライバルメーカーも盛んに参入しており、他社のボーイング737やエアバスA320、エアバスA319とは激しい競合関係にあった。エアバスA318が登場したころにはフォッカーの経営不振は深刻であり、同社が倒産した1997年をもって生産が終了した。総生産機体数283機であった。かつては大韓航空や中国東方航空なども保有しており、日本の地方路線に投入していたことがある。
なお、エアーニッポン塗装のフォッカー 100というものが運用されなかったが存在した．

## 開発の経緯
フォッカーが開発した双発ジェット旅客機のフォッカー F28は受注を集めたが、1980年代になると性能が陳腐化してきた。そこで1983年に開発が発表されたのがフォッカー 100であった。フォッカーF28の発展型であり、胴体後尾にエンジンを装備し、T字尾翼も踏襲している。フォッカーF28 Mk4000より胴体を5.74mストレッチしており、主翼も1.5m延長されている。
客席数は標準107席とF28シリーズの65席からほぼ1.6倍になった。また操縦系統も最新電子機器に更新され、エンジンもロールス・ロイスのテイ Mk620（推力6.28t）になり経済性が30%向上した。試作機は2機製作され、そのうちの1機のPH-MKHが初飛行に成功したのは1986年11月30日であった。もう1機のPH-MKCも1987年2月25日に初飛行した。型式証明は、1987年11月に取得した。翌1988年からはスイス航空に就航している。なお、1988年からはエンジンが向上型のテイMk650（推力6.85t）を装備するようになっている。

## 派生型
1993年から1997年にかけて、胴体を4.70mを短縮したフォッカー 70が製造された。他にも130席級のフォッカー 130と貨物専用型のフォッカー 100QC等が提案されたが、実際には製作されなかった。ただし「フォッカー100EJ」については、中古のフォッカー 100から改造により2003年に誕生した。

## 運航事業者
※2023年9月現在
 オーストラリア
- カンタスリンク
- ヴァージン・オーストラリア・リージョナル航空
- アライアンス航空
- スキッパーズ・アビエーション（英語版）

 イラン
- イラン航空
- イラン・アーセマーン航空
- キーシュ航空
- ゲシュム航空（英語版）
- カルン航空（英語版）

 ケニア
- ジェットウェイズ航空[6]
- スカイワード・エクスプレス[7]

 パプアニューギニア
- ニューギニア航空

 ルーマニア
- カルパトエア

 スロバキア
- スロバキア内務省航空局[8]

## 性能要目
- 全幅: 28.8 m
- 水平安定板幅: 10.04 m
- 全長: 35.3 m
- 高さ: 8.6 m
- 胴体直径: 3.30 m
- 総重量: 44.500Kg
- エンジン: ロールス・ロイス テイ Mk. 650-15 ターボファンエンジン, 15,100 lbf (推力：67 kN)
- 乗客数: 85～122, （標準 107）
- 乗員: 操縦士2、客室乗務員2～3
- 実用上昇限界高度: 37,000フィート(11,300 m)
- 巡航速度: 755 km/h (0.72 マッハ)
- 最高速度: 845 km/h (0.77 マッハ)
- 航続距離: 4,300 km (ERは4,750 km)

## 事故

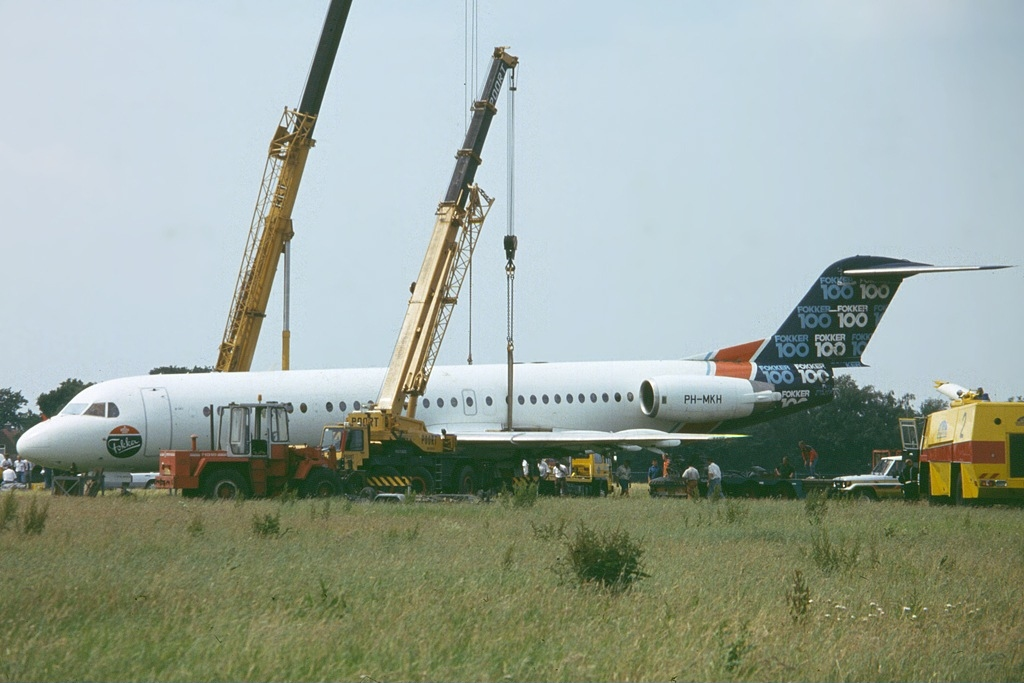
オランダで着陸に失敗したフォッカー 100

- フォッカー100は比較的安全な機種であり、（パイロットエラーを除き）機体設計に起因する深刻な事故の件数こそ少ないが、1996年にブラジルで逆噴射装置の誤作動による墜落事故を起こしている。フォッカー100には逆噴射装置が誤作動を起こした際の安全装置が搭載され、この事故の際にも作動していた。しかし、フォッカー社は、運行会社であるTAM航空から「逆噴射装置が誤作動を起こした際のパイロットへの訓練は必要か？」という質問をされたにもかかわらず、「訓練は必要ない」と回答してしまっていた。そのため、パイロットたちは逆噴射装置の誤作動と、それに対する安全装置の働きを全く理解しないまま運行が続いたため、この事故に繋がった。[要出典]

- 2019年12月27日、カザフスタンのアルマトイ国際空港から離陸した直後のベック・エア2100便が空港近郊に墜落した[9]。